# جوانا سيديا
جوانا كامبوس سيديا، (من مواليد 21 يونيو 2001)، هي مدوّنة فيديوهات ويوتيوبر برازيلية كندية، تشتهر جوانا بحسها الفكاهي الغريب والمثير للسخرية وشخصيتها الكوميدية على اليوتيوب.

## المهنة
أنشأت جوانا قناتها على اليوتيوب في عام 2018 بعد تعرضها لإصابة منعتها من ممارسة حلمها وهو المشاركة في الجري التنافسي. أصبحت مشهورة على الإنترنت في نفس العام، واكتسبت ما يقرب من مليوني مشترك باليوتيوب في غضون بضعة أشهر فقط. تتضمن بعض مقاطع الفيديو الأكثر شيوعًا لها في قناتها هي قص شعرها بمقص يدوي بالمنزل، وإعادة إنشاءها الأعمال الفنية الشهيرة، وإنشاءها مدونات فيديو بسيطة لتجارب مدرستها الثانوية ومقاطع فيديو عشوائية.
كانت جوانا من المتأهلين للتصفيات النهائية لفئة «أفضل ممثل كوميدي على اليوتيوب» في حفل جوائز شورتي لعام 2018، وتم ترشيحها لفئة "Breakout Creator" في حفل جوائز ستريمي لعام 2019.
اعتبارًا من يوليو 2020، جمعت قناتها على اليوتيوب 3.26 مليون مشترك و 268,494,561 مشاهدة من جميع مقاطع الفيديو الخاصة بها بشكل جماعي. لديها أيضًا بضائع متاحتان حاليًا "Joana Trinket Box" و "Joana Ceddia Sweater"

## الحياة الشخصية
ولدت جوانا في ريو دي جانيرو، البرازيل ولكنها مقيمة في تورنتو، أونتاريو، في كندا، حيث تعيش جوانا حاليًا مع والدتها دينيلس كامبوس ووالدها رولاندو سيديا في تورنتو، حيث تدرس الفيزياء وعلم الفلك في الجامعة. مثلت والدتها البرازيل في بطولة أمريكا الجنوبية للجمباز الفني 1980 و 1982، وفازت بالميدالية الذهبية في كل فريق في كلتا المرتين. والدها أستاذ مشارك في كلية علم الحركة وعلوم الصحة بجامعة يورك. شاركت جوانا في مسابقة السباحة المدرسية وهي حاصلة على الميدالية الذهبية من اتحاد أونتاريو للجمعيات الرياضية المدرسية.